# Gero Kretschmer
Gero Kretschmer (Colonia, 6 maggio 1985) è un ex tennista tedesco.
Specialista del doppio, il suo miglior piazzamento ATP è stato il numero 79, ottenuto il 26 maggio 2014.

## Statistiche

### Doppio

#### Vittorie (1)
| Legenda doppio            |
| Grande Slam (0)           |
| ATP World Tour Finals (0) |
| ATP Masters 1000 (0)      |
| ATP World Tour 500 (0)    |
| ATP World Tour 250 (1)    |

| Numero | Data            | Torneo              | Superficie  | Compagno           | Avversari in Finale               | Punteggio   |
| 1.     | 7 febbraio 2015 | Ecuador Open, Quito | Terra rossa | Alexander Satschko | Víctor Estrella Burgos João Souza | 7–5, 7–6(3) |